# Benjamin Saint-Huile
Benjamin Saint-Huile, né le 10 mai 1983 à Maubeuge (Nord), est un homme politique français. Ancien membre du Parti socialiste (PS), il est maire de Jeumont de 2008 à 2022 et député de 2022 à 2024.
Il est aujourd'hui Attaché Parlementaire du Député Laurent Panifous, Député de la 2ème Circonscription de l'Ariège.

## Carrière politique

### Maire de Jeumont
Il est élu maire de Jeumont (Nord) en mars 2008, date à laquelle, à l'âge de 24 ans, il devient le plus jeune maire d'une ville de plus de 10 000 habitants. Il est réélu en 2014 et 2020 et abandonne son mandat après son élection comme député en juin 2022. Il est aussi président de la communauté d'agglomération Maubeuge Val de Sambre d'avril 2014 à juin 2022.

### Député du Nord
Le 4 février 2022, Benjamin Saint-Huile quitte le Parti socialiste dont il était premier secrétaire de la fédération du Nord pour dénoncer la campagne d'Anne Hidalgo à l'élection présidentielle.
Le 19 mars suivant, 29 maires de sa 3e circonscription du Nord et son premier adjoint à Jeumont l'appellent à se présenter aux législatives. Sa candidature sera officialisée le 31 mars lors d'une conférence de presse où il présente aussi sa suppléante Sandrine Duhamel.
Il arrive deuxième au premier tour, avec 4 500 voix de retard sur la candidate du Rassemblement national Sandra Delannoy. Il l'emporte toutefois au second tour, avec 51,70 % des suffrages.
Le 27 juin 2022, il crée avec les cinq députés Laurent Panifous, David Taupiac, David Habib, Jean-Louis Bricout et Olivier Falorni un groupe de divers gauche et radicaux afin de « défendre les valeurs d’une gauche responsable et républicaine ». À l'exception de David Habib et Olivier Falorni, ils intègrent le groupe Libertés, indépendants, outre-mer et territoires à la rentrée parlementaire.
Il adhère à La Convention, parti politique créé par Bernard Cazeneuve, en mars 2024.
Candidat à sa réélection lors des élections législatives anticipées de 2024, il retrouve face à lui Sandra Delannoy qui est élue dès le premier tour avec 50,83 % des voix.

## Synthèse des résultats électoraux

### Élections législatives
| Année | Parti | Parti         | Circonscription | 1er tour | 1er tour | 1er tour | 2d tour | 2d tour | 2d tour |
| Année | Parti | Parti         | Circonscription | Voix     | %        | Rang     | Voix    | %       | Issue   |
| ----- | ----- | ------------- | --------------- | -------- | -------- | -------- | ------- | ------- | ------- |
| 2022  |       | PS diss.      | 3e du Nord      | 6 807    | 18,74    | 2e       | 18 448  | 51,70   | Élu     |
| 2024  |       | La Convention | 3e du Nord      | 23 429   | 44,31    | 2e       |         |         | Éliminé |